# La Favière
La Favière é uma comuna francesa na região administrativa de Borgonha-Franco-Condado, no departamento de Jura. Estende-se por uma área de 2,78 km². Em 2010 a comuna tinha 32 habitantes (densidade: 11,5 hab./km²).